# افراییان
افراییان (نام علمی: Aceraceae) تیره‌ای از گیاهان شیرابه‌دار از راسته صابون‌هندی‌سانان است.
افراییان به صورت درخت یا درختچه‌اند. شواهد نشان می‌دهد این گروه و گروه شاه‌بلوط‌هندی‌واران که در گذشته خانواده‌هایی از صابون‌هندی‌سانان بوده ‌‌‌‌‌‌‌‌‌‌‌‌اند، اکنون زیرخانواده‌‌هایی از خانواده ناترکیان اند.

## نگارخانه

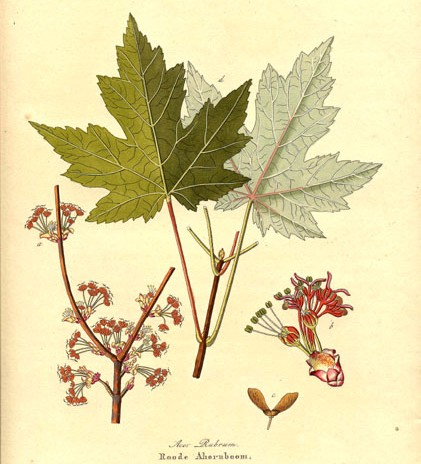
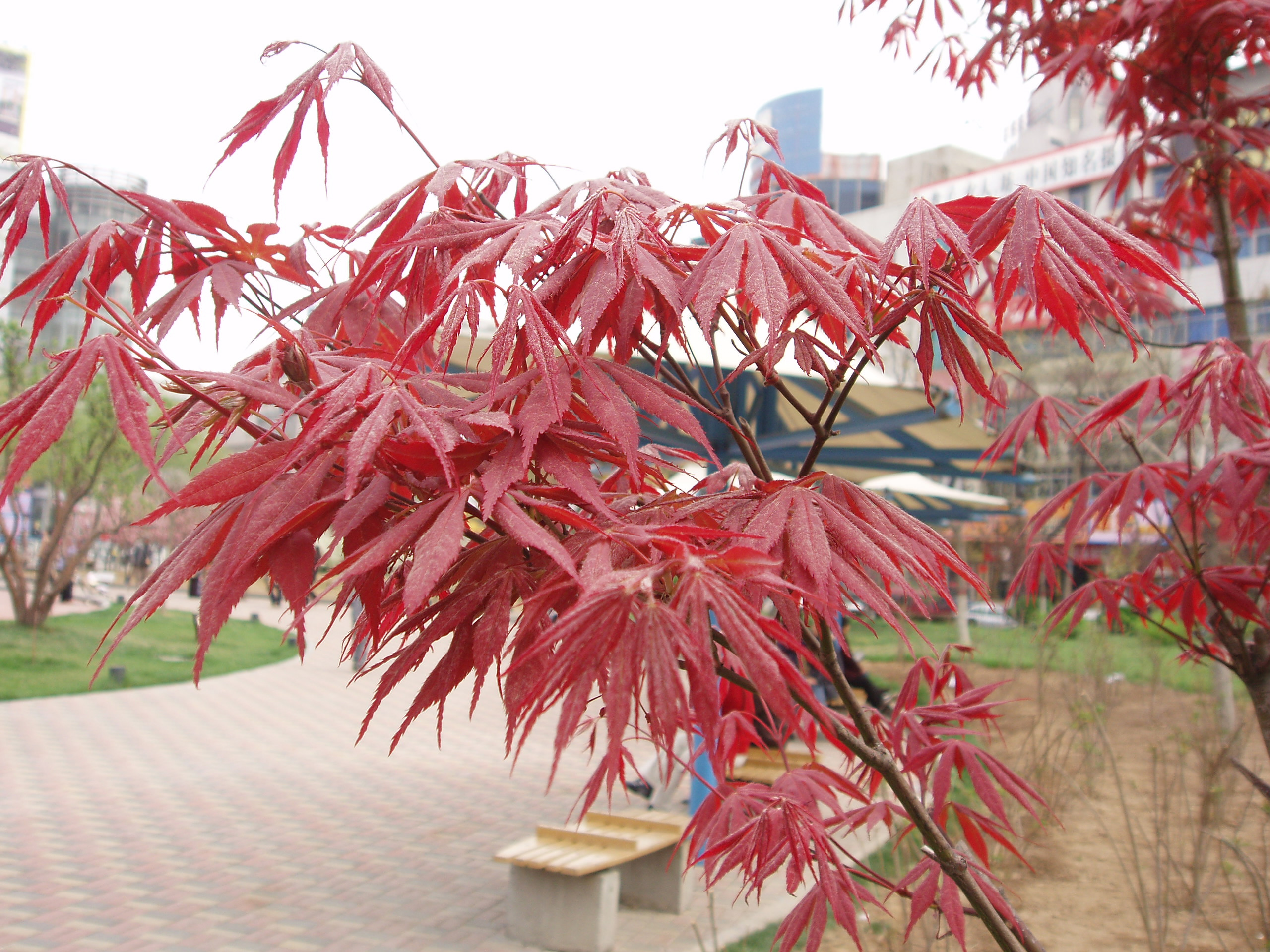